# Efekt wpierania
Efekt wpierania to efekt, który może zostać spowodowany przez ekspansję fiskalną, czyli zwiększenie wydatków państwa. Zachodzi wtedy, gdy pieniądz i papiery wartościowe państwa są względem siebie substytucyjne. Skutkiem zwiększonej emisji np. obligacji jest spadek popytu na pieniądz (zmiana struktury portfela aktywów) i przesunięcie krzywej określającej równowagę na rynku pieniądza (krzywej LM) w prawo. Popyt globalny może wówczas wzrosnąć o sumę większą niż wartość iloczynu przyrostu wydatków państwa i mnożnika. Dodatkowo, zwiększony popyt może pobudzić inwestycje za pośrednictwem akceleratora.